# Robert Kopp

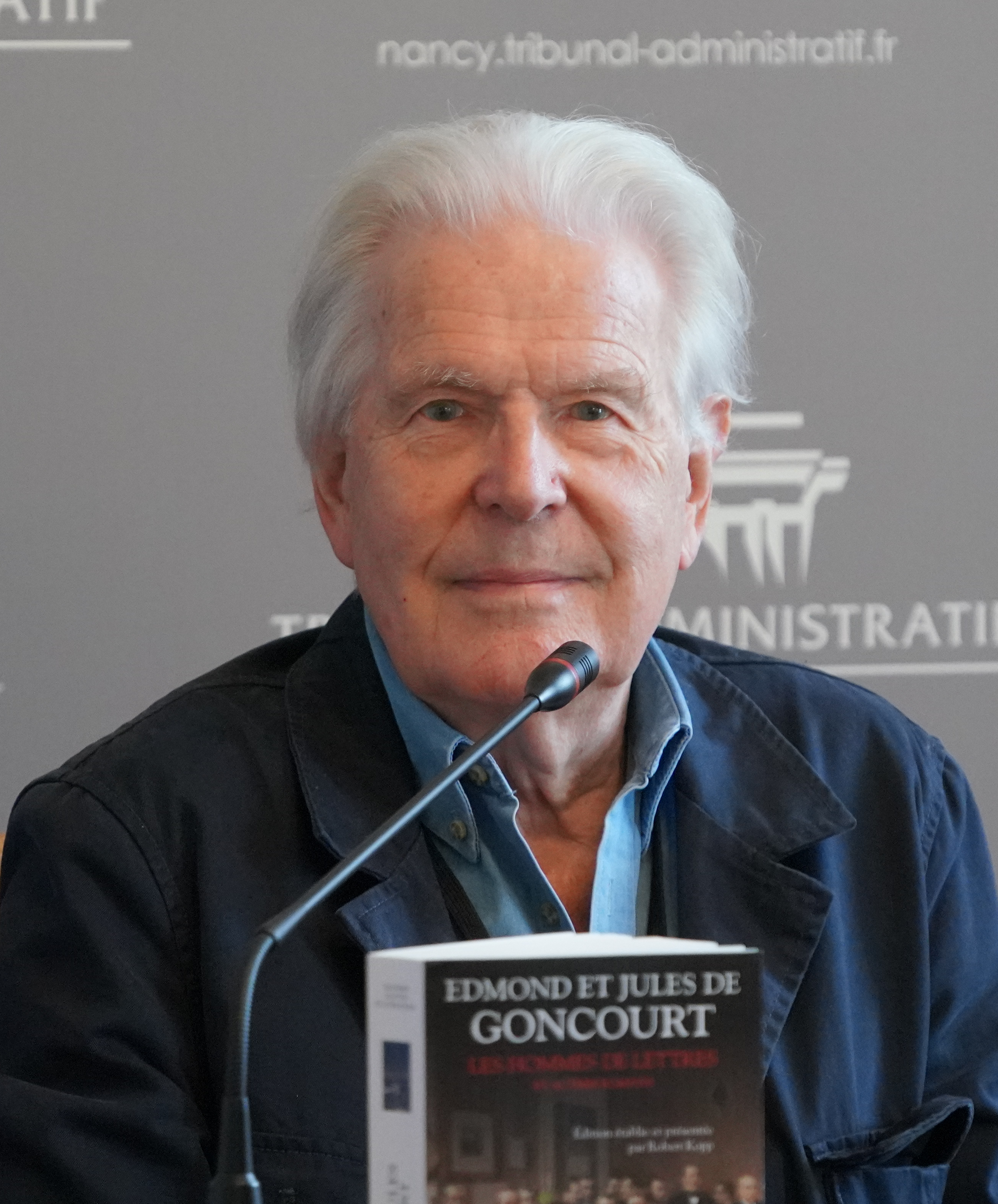
Robert Kopp, 2022

Robert Kopp (* 2. August 1939 in Basel) ist ein Schweizer Romanist. Er ist emeritierter Professor für moderne französische Literatur an der Universität Basel, wo er von 1983 bis 1985 als Dekan der Philosophisch-Historischen Fakultät vorstand. Er lehrte unter anderem von 1985 bis 1986 an der Universität Paris IV (Sorbonne).
Robert Kopp hat zahlreiche historisch-kritische Ausgaben von Honoré de Balzac, Charles Baudelaire, den Gebrüdern Goncourt und Huysmans veröffentlicht.
Er ist Mitglied der französischen Ehrenlegion und erhielt von der Académie française den „Grand Prix du rayonnement de la langue française“. Die Universität Basel verlieh ihm den Amerbach-Preis. 2007 wurde ihm ein Ehrendoktorat der Université de Haute-Alsace verliehen.